# Spermophora maros
Spermophora maros là một loài nhện trong họ Pholcidae. Loài này có ở Sulawesi.